# Saint-Augustin (Corrèze)
Saint-Augustin é uma comuna francesa na região administrativa da Nova Aquitânia, no departamento de Corrèze. Estende-se por uma área de 29,31 km². Em 2010 a comuna tinha 428 habitantes (densidade: 14,6 hab./km²).